# Le Quesnoy
Le Quesnoy és un municipi francès, situat a la regió dels Alts de França, al departament del Nord. L'any 2006 tenia 5.112 habitants.

## Història
La ciutat pertanyia al comtat d'Hainaut dins les Disset Províncies. El príncep-bisbe Joan III de Baviera hi va néixer el 1374. El 1654 les tropes francesos van conquerir i annexionar-la.

## Demografia
| Evolució de la població Ehess i INSEE |       |       |       |       |       |       |       |       |
| 1793                                  | 1800  | 1806  | 1821  | 1831  | 1836  | 1841  | 1846  | 1851  |
| 3 200                                 | 2 960 | 3 624 | 3 320 | 3 191 | 3 281 | 3 922 | 3 551 | 3 531 |

| 1856  | 1861  | 1866  | 1872  | 1876  | 1881  | 1886  | 1891  | 1896  |
| ----- | ----- | ----- | ----- | ----- | ----- | ----- | ----- | ----- |
| 3 948 | 3 758 | 3 346 | 3 569 | 3 692 | 4 030 | 3 765 | 3 844 | 3 872 |

| 1901  | 1906  | 1911  | 1921  | 1926  | 1931  | 1936  | 1946  | 1954  |
| ----- | ----- | ----- | ----- | ----- | ----- | ----- | ----- | ----- |
| 3 880 | 3 941 | 3 857 | 3 223 | 3 346 | 3 268 | 3 500 | 3 229 | 3 592 |

| 1962  | 1968  | 1975  | 1982  | 1990  | 1999  | 2006 | 2011 | 2016 |
| ----- | ----- | ----- | ----- | ----- | ----- | ---- | ---- | ---- |
| 4 570 | 5 101 | 5 127 | 4 792 | 4 890 | 4 917 | -    | -    | -    |

| 2019 | - | - | - | - | - | - | - | - |
| ---- | - | - | - | - | - | - | - | - |
| -    | - | - | - | - | - | - | - | - |

## Administració
| Període   | Identitat      | Partit |
| --------- | -------------- | ------ |
| 1989-2001 | Paul Raoult    | PS     |
| 2001-2008 | Freddy Dolphin | PS     |
| 2008-     | Paul Raoult    | PS     |

## Agermanament
- Ratingen
- Morlanwelz
- Dej
- Cambridge (Nova Zelanda)